# Sidabravas
Sidabravas is een plaats in het Litouwse district Šiauliai. De plaats telt 610 inwoners (2001).